# Джапа-мала

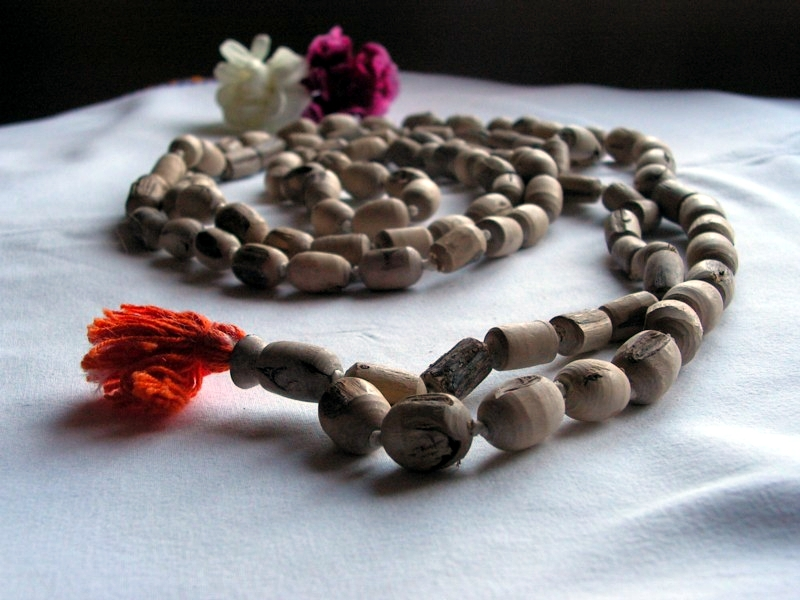
Джапа-мала із зернами з дерева туласі

Джа́па-ма́ла (санскр. जप माला — «гірлянда джапи») — чотки, що використовуються в різних практиках індуїзму. Джапа-мала в індуїзмі зазвичай складається з 108 зерен. В Вайшнавізмі використовуються малі з дерева туласі, в шиваїзмі — з насіння рудракші.

## Історія
Конкретне походження мала невідоме, оскільки використання бісеру (перлин) для підрахунку було широко поширеною практикою в стародавніх культурах.
У китайській літературі до запровадження буддизму під час династії Хань жодних згадок про мала не зустрічається, що свідчить про те, що ця практика поширилася з Індії до Китаю і, можливо, виникла там. Жодної згадки про мала не зустрічається в агамах або палійських нікаях, які зазвичай вважаються найдавнішою буддійською літературою, і незрозуміло, чи почалося їх використання буддистами чи брахманами, джайнами чи іншою індійською релігійною громадою.

## Туласі-мала в Вайшнавізмі
Чотки зі священного дерева туласі, що використовуються в вайшнавізмі, традиційно мають не гладку, а грубо вирізану поверхню. Намистини різні за діаметром і розміщені за спаданням величини. Кожна намистина перев'язується вузлами, так що навіть при розриві джапа-мала, намистини не будуть загублені. Відлік починається від великої намистини і закінчується найменшою, після чого мала розвертається і наступне коло йде в бік збільшення намистин. «Переступати» (пропускати) через намистину вважається нешанобливим. В Ґаудія-Вайшнавізмі та деяких інших традиціях крішнаїзму, 108 намистин символізують 108 ґопі, велика намистина символізує Радгу-Крішну. 8 перших намистин розділяються міткою, як правило це коротка нитка, що символізує 8 головних ґопі (Ашта-сакгі). Джапа-мала носять в торбинці з отвором для вказівного пальця. Повторюють мантру (імена Крішни) на чотках тільки правою рукою. Чотки повинні утримуватися в чистоті.